# Taavetti Laatikainen

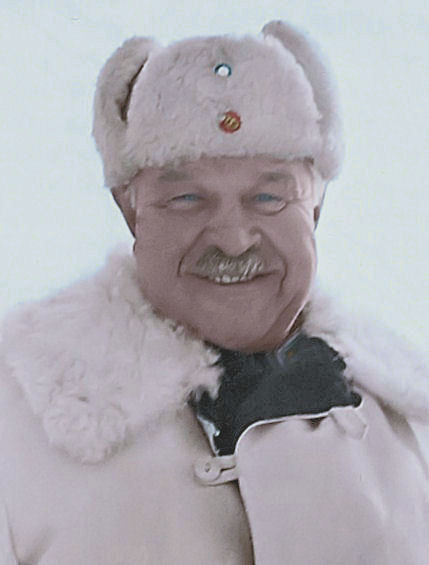
Taavetti Laatikainen.

Taavetti Laatikainen, född 27 juli 1886 i Haukivuori, död 15 april 1954 i S:t Michel, var en finländsk militär. Han var far till Erkki Laatikainen. 
Laatikainen blev filosofie kandidat 1911, tillhörde Preussiska jägarbataljonen 27 från 1916, deltog som löjtnant i finska inbördeskriget 1918, var chef för Reservofficersskolan 1921–1927, för Kadettskolan 1927–1934 och tjänstgjorde sedan som regements-, militärläns- och divisionskommendör. Han förde befälet över en armékår såväl 1939 som 1941 och 1944 och var sedan bland annat inspektör för infanteriet 1946–1948. "Pappa" Laatikainen, som blev general av infanteriet 1948, var en färgstark personlighet, som åtnjöt popularitet i vida kretsar. Han tilldelades Mannerheimkorset nr 17.